# Retaule de Sant Pacià
El Retaule de Sant Pacià és una obra esculpida per Joan Roig (pare) el 12 de febrer de l'any 1688 i daurada per Joan Moixí el 24 de juliol del 1689. Fou encarregada pel prevere Vicenç Massanet.
És a la novena capella del costat de l'Epístola de la Catedral de Barcelona. Està feta amb fusta d'alba, i té unes mides d'uns 4m d'amplada i 6m d'alçada. És un obra de caràcter religiós on es representa Sant Pacià, bisbe de Barcelona, amb els seus atributs, una mitra i un bàcul amb gest predicatiu. També hi apareixen escenes bíbliques, altres sants i moments de la seva vida.

## Context
La reducció del comerç i la indústria, abandonats en mans d'estrangers que s'emportaven els beneficis a llurs països, amb la corresponent ruïna del nostre. La noblesa se sent atreta per l'esplendor de la Cort i els rics prefereixen també gastar llurs rendes en mig del luxe cortesà, amb la qual cosa perden importància les ciutats provincianes. Aquest fenomen no s'acusa a Catalunya, a causa de l'arrelada tradició industrial i agrícola que vincula a la terra una burgesia productora, que revaloritza les possibilitats econòmiques del país.
Joan Roig visqué durant el S.XVII, un període de crisi política i econòmica que rebé, augmentada, l'herència poc falguera de l'anterior: un Estat progressivament empobrit des dels dies de Carles I, i el poble dividit en famílies potentades exemptes d'impostos, per una part i per l'altra una classe baixa sobre la qual pesaven les càrregues fiscals i els treballs, i gairebé impossibilitada d'ocupar els alts llocs de l'Estat. També, es caracteritza, entre altres coses, pel refermament de l'absolutisme monàrquic. L'Imperi Espanyol governat per Felip IV de Castella va sofrir l'escissió Holandesa i Portuguesa. L'imperi es veié també involucrat en la Guerra dels Trenta Anys. A Catalunya la Guerra dels Segadors, que sorgí a causa de la Guerra dels Trenta Anys, finalitzà amb el Tractat dels Pirineus, que suposa la pèrdua del comtat de Rosselló, el Conflent i part del comtat de Cerdanya, que anaren a parar als francesos.
Aquesta tendència canvià cap al darrer quart de segle quan vers el 1680 el redreçament era una realitat no sols a Barcelona sinó també a tot el Principat, després de la crisi que suposà la sublevació de Catalunya enfront de la política del Conde-Duque de Olivares. El redreçament econòmic d'aquest període no comença a Barcelona sinó al món rural, a les viles i ciutats industrials del Principat que rivalitzen amb Barcelona... Hi ha una prosperitat en el camp, que es reflecteix en la demografia, uns beneficis agrícoles, una creixent comercialització d'articles alimentaris i una mà d'obra més barata que influeix en la industrialització de les petites ciutats catalanes.
El desenvolupament econòmic impulsà, com hem assenyalat, el creixement de la ciutat de Barcelona i la seva prosperitat es tradueix en la realització d'obres públiques, i esglésies.... La catedral es va enriquir amb quatre retaules barrocs: 
- Sant Sever (1680)
- Sant Marc (1682-1692)
- Sant Pacià (1688)
- Sant Ramon i Sant Pere Nolasc (1688).[5]

### Condició social de l'escultor
Durant el segle xvii, i especialment en el darrer quart d'aquest, hi ha un gran canvi pel que fa a la condició social dels escultors. Com hem dit, en els retaules hi actuaven tres gremis diferents: fusters, escultors i dauradors. Els gremis es dividien en tres classes o categories. La cotització disminuïa de manera progressiva de la primera a la segona i tercera classe. A la primera classe hi figuraven els fusters. Pintors, escultors i dauradors pertanyien a la tercera, junt amb oficis com faquins i sabaters de vell.
Aquesta situació, però, canvià a partir del 1680, quan vint-i-vuit escultors de Barcelona, entre els quals hi havia Joan Roig, es dirigeixen al rei Carles II de Castella, sol·licitant que aprovi les Ordinacions que ells han elaborat per tal de constituir col·legi professional. El rei respon afirmativament a ambdues peticions amb el Reial Privilegi de 7 de novembre de 1680. Gracies amb aquest, es revaloritza la situació professional de l'escultor.
Les Ordinacions són divuit i les podem agrupar :
a) Les que fan referència als deures dels afiliats:
- assistir als oficis religiosos el dia de la festa dels Sants Màrtirs.

b) Organització o govern del Col·legi

c) Requisits per esdevenir mestre:
1. L'aprenentatge: sempre en el taller d'un mestre col·legiat. La durada serà de quatre anys per als aprenents i tres per als oficials (fadrins).
2. Passat aquests aprenentatge han de demanar a la Confraria la condició de mestre i l'adscripció a la corporació. Els prohòmens estudien el cas i si creuen que assoleix les condicions exigides és sotmès a examen.
3. L'examen consisteix en: Una part pràctica en la qual es demana esculpir dues figures, una vestida i l'altra nua i un fris en relleu a invenció de l'aspirant. Una part teòrica: els membres del tribunal li faran dues preguntes sobre arquitectura i dues sobre escultura.
4. La condició de mestre l'adquireix si els membres del tribunal i la major part del Col·legi el consideren <hàbil>.
5. Un cop aprovats, pagaran 40ll. b. A la Confraria i 12 rals a cada membre del tribunal. Aquestes quantitats el rei les ha reduït.

Pel que fa als fills o gendres de mestres, si bé se'ls fa el mateix tipus d'examen, solament abonen 5ll. b. a la Confraria.
Malgrat la creació de la Confraria d'Escultors el 1680, que tal com desitjaven, els independitzava dels fusters, els primers continuaren tenint la condició d'artesans, i podem arribar a la conclusió que a finals del segle xvii i principis del segle xviii encara no eren considerats com a artistes. És més, fins i tot, dins del món artesanal eren dels que menys cobraven. A les darreries del segle xvii, els pintors eren ja artistes, els escultors, no.
Les relacions entre fusters i escultors eren tibants. Fruit d'aquesta enemistat eren constants els conflictes i acusacions entre ells. D'aquestes en podem destacar una sobre Joan Roig. El notari Francesc Cotxet lleva acta notarial a petició de Marià Font, cap de guaita de Barcelona, a instàncies dels prohoms de la Confraria dels Fusters. La raó és que en el taller de l'escultor Joan Roig ha detectat un fadrí que treballa com a fuster i que pertany a un altre taller de la ciutat. Això és contrari a les ordinacions gremials, segons les quals els fadrins que treballaven en un taller no podien fer-ho en un altre.
Tot això demostra que els fusters estan molt a l'aguait pel que fa a les activitats que desenvolupen els escultors, amb la finalitat de no tolerar-los ni una sola intromissió al que consideren la seva feina.

### Retaules del barroc

#### Introducció
El Barroc és un moviment cultural que es va estendre a la literatura, la pintura, l'arquitectura, la dansa, la música i l'escultura des del 1600 fins a 1750 aproximadament. El cicle evolutiu de l'art barroc té el punt de partida en el renaixement, del qual pren els elements de procedència clàssica, que d'una manera gradual s'aniran adaptant als costums ampul·losos dels segles XVII i XVIII, fins a produir la florida del nou estil que ens proposem estudiar. S'ha suposat que la paraula barroc deriva d'un vocable portuguès aplicat a certes perles defectuoses, i sembla que fou Benevenuto Cellini qui l'aplica per primera vegada a l'arquitectura, prenent-lo de l'italià baroco o del francès baroque, com a sinònim d'extravagant o bàrbar.
Aquí ens centrarem en l'escultura catalana, la qual, en bona part del segle xvii fou modelada pels impactes del tardo-manierisme internacional. D'altra banda, com que s'expressaven en un dialecte escultòric diferent del pur italià tardo-manierista dels models internacionals, les composicions resultaven més elementals i simples, i apareixien puntejades d'atavismes com la isocefàlia, la insistent simetria central o el limitat ventall emotiu exhibit pels actors de les escenes.
Quant als retaules, els obradors es mantingueren fidels a la gramàtica del classicisme arquitectònic "romà" divulgada pels tractats de Jacopo Barozzi da Vignola (1562). Quant a la seva tipologia, els retaules del segle xvii mantingueren la preferència per l'organització reticular heretada dels segles anteriors, la predilecció per concebre pantalles "narratives". Des de la primera dècada del segle xvii, lentament, els retaules completament esculpits guanyaren terreny als mixtes, i prengueren als pintors una bona porció d'un sector importantíssim de la producció, llavors controlada per especialistes dauradors i policromadors.
Els retaules, eren parts integrades en el gènere per excel·lència de les arts del període, el retaule que ornava capelles i temples, signe i símbol de les identitats íntimes i col·lectives, espectacle de fusta banyada d'or i color, un gran aparador de les creences les expectatives, les pors i les ànsies de salvació dels habitants de la Catalunya de l'època moderna. Durant els segles xvii i XVIII, gairebé cada temple parroquial, cada església conventual, cada ermita....van rebre decoració de nous retaules, realitzats normalment de fusta d'alba. Molts van substituir els antics baix-medievals, per raons relatives a l'estat de conservació i a la voluntat de decorar els espais del culte amb estructures més sumptuoses. De la seva creació en depenien, bàsicament, de l'expressió de la devoció col·lectiva i privada i el seu valor oscil·lava entre cent o cent cinquanta lliures, els més barats i, els més ambiciosos, dues o tres mil lliures. Aquests preus es van triplicar a la segona fase de la seva construcció, a l'hora de policromar-los o banyar-los en or. Els retaules refulgents dominant les naus o les fosques capelles eren una màquina devota extraordinàriament eficaç. D'una banda, llur presència monumental i sumptuosa qualificava els espais sagrats, proclamava la presència dels altars i esdevenia un simulacre convincent i, de vegades, fascinant de la grandesa i l'omnipresència divines
Com a objecte arquitectònic i moble d'altar, rebé una composició rigorosament unitària que preveia o, pressuposava una percepció visual també unitària. Però com a suport iconogràfic, la retícula retaulística contenia nombrosos nuclis o compartiments figuratius independents, cadascun dels quals construït segons una posició particular i autònoma tant en el sentit del punt de vista com del nivell de l'horitzó.

#### Obres
El disseny i l'execució de la imatge o del relleu en qüestió depenen i s'expliquen per la posició precisa que ocupen en el conjunt retaulístic, per la relació o xarxa de relacions que mantenen amb la resta d'escultures i d'elements d'aquell conjunt. (...) es tracta només de parts d'una obra, de fragments. L'obra veritable, que constitueix l'objectiu pretès pels promotors i pels artífexs que la van crear, que justificava la subordinació més plena de qualsevol part o sector i de qualsevol altre element era el retaule.
Introduïts ja algunes característiques sobre els retaules del barroc, a continuació veurem com es treballaven aquests. Els retaules s'acostumen a realitzar d'acord amb el model o traça que presenta l'artista al client. En el contracte s'acostuma a fer-hi referència, però molt sovint de manera molt succinta. La traça resta en poder de l'artista o del client, durant el temps que es perllongarà l'execució de l'obra.
Com el mateix conjunt retaulístic, el procés d'elaboració de tots els treballs escultòrics, implicava dues fases operatives, que eren responsabilitat de dos tipus diferents d'artífexs: l'escultor o imaginaire i el pintor-daurador. En acabar el primer, podien passar molts anys fins que el daurador treballes, a causa de múltiples causes com l'economia, les guerres .....
Els retaules, no es consideraven mai, ni el mateix escultor, per acabades fins que el pintor-daurador no l'havia revestit amb l'esclat rutilant dels ors i la policromia. Aquí, però sorgia un problema, i és que la feina del pintor daurador, podia empitjorar o fins i tot desgraciar les obres.
Hi ha una procés evolutiu dintre del mateix barroc, que progressivament va modificant els mateixos retaules. Tenim que a final dels anys seixanta del segle xvii es produí una sacsejada a les tradicions del retaule. Aquesta situació la protagonitzà l'element emblemàtic de l'època del barroc: la columna salomònica, finalment incorporada a la plàstica autòctona.

#### Clients
Els clients eren la part més important del retaule, ja que sense la inversió d'aquests, difícilment es podrien dur a terme les obres. Des del començament de segle, les obres de caràcter religiós van tenir més importància que l'assolida al llarg del segle anterior. I el fet de ser construïts amb aportacions voluntàries dels feligresos, donà als nous temples el caràcter d'edificis públics representatius de la fe i preferències populars.
L'art produït a Catalunya durant l'època moderna depengué ben poc del patronatge cortesà i nobiliari, no es beneficià gairebé mai de la munificència i dels pressupostos folgats que gestionaven les classes dirigents i els poderosos del regne; fou, en general, tasca d'universitats (ajuntaments), obreries parroquials, gremis d'ofici i confraries devotes, pagesos forts, menestrals o burgesos acomodats, rectors, canonges... Els retaules servien com una plataforma des de la qual l'Església vetllava i supervisava la comunitat, una bastida que li permetia penjar els seus missatges i propagar la doctrina. Llurs programes temàtics homenatjaven el panteó cristià: els titulars de les esglésies, els patrons de les confraries, el santoral protector que la població invocava en moments difícils. Cada retaule era un compendi de la història religiosa de la comunitat que n'havia sufragat la construcció.
Per contractes i rebuts s'ha pogut constatar que la clientela era relativament diversificada, però amb predomini de l'estament eclesiàstic, tant si es tracta de petites esglésies parroquials com de catedrals, monestirs o convents. Els retaules de les parròquies com veurem, són un cas mixt. Quan els clients eren laics les obres que sufragaven també eren destinades a l'Església: parròquies, catedrals, capelles, etc. Tenim, per tant, dos tipus de clients:
Laics
- El ric comerciant: algunes vegades nobles, és a dir, el client individual;
- El client col·lectiu representat per confraries pietoses i dels més diversos oficis, que costejaven un retaule dedicat al seu patró i que s'instal·lava a la Catedral o a l'església o convent on acostumava a reunir-se la institució, a la capella que hi tenia destinada.

Eclesiàstics
- A títol individual: llega una quantitat perquè realitzin un o més retaules. En aquest cas, el retaules pel qual dedica una quantitat sol dedicar-se al seu patró.
- El client col·lectiu: encara que en alguns casos acostumen a costejar les obres els feligresos. Per això hem parlat abans de cas mixt.[23]

#### Lloc de treball i materials
En els tallers dels escultors és on es duia a terme la gran part de les seves obres. PÉREZ SANTAMARIA,A: Escultura barroca a Catalunya. A través de la documentació es pot constatar que l'escultor té el taller a casa seva, on treballa amb l'ajut dels seus fadrins. Ara bé, l'escultor realitza obres moltes vegades per a llocs allunyats o relativament allunyats de la seva ciutat i, per tant, lluny del seu taller. Pot succeir que realitzi l'obra en el seu taller, i un cop acabada, la transporti al lloc de destinació, o bé vagi a treballar al lloc on s'ha de situar. Posem per exemple el cas del retaule dedicat a la Mare de Déu del Roser, per la parròquia de Rupià, per al qual, al mestre Joan Roig se li pagaren 11 ll. b. per traslladar-se a assentar el retaule i 12 ll.b. per rescabalar-lo de les despeses del transport de l'obra, que ell havia pagat. En canvi, quan els Roig, pare i fill, han d'anar a assentar en dita església de Rupià un altre retaule que se'ls ha encarregat, han de pagar-se el viatge ells mateixos.
En el taller la feina es distribuïa segons la mateixa estructura gremial, en aquest cas de l'escultura. Així doncs, el mestre escultor portava la direcció de l'obra i realitzava la talla de les peces més difícils, o imatges més importants. Els seus fadrins realitzarien la resta encara que no tots els escultors tenien el mateix nombre de fadrins, per tant la feina del mestre variaria segons aquest número.
Quant al material, es feia servir per excel·lència per a la realització de retaules la fusta, i en la majoria dels contractes el client n'indica la classe que desitja. La més sol·licitada és la de l'àlber blanc. Aquest material no és l'habitual a la resta d'Espanya. Amb molta menys freqüència, se sol·liciten altres fustes: tell, o trèmol. En la majoria de casos, la fusta la pagava el mateix escultor. Altres materials que necessita l'escultor, tot i que gairebé no se'n fa referència, són els claus, l'aiguacuit, tot això per l'engalzament.
Un cop acabat el retaule, el seu assentament era dut a càrrec pel mateix escultor. Ja s'ha indicat que quan l'obra ha de traslladar-se, l'escultor es desplaça també per a assentar-la, desplaçament que pot ésser per compte propi o del client.

#### Finalització del treball
L'escultor no era l'únic que s'ocupava de l'elaboració de l'obra. El retaule era el fruit dels treballs successius de diversos oficis. Els fusters-retaulers, els escultors, els pintors i els dauradors se'n repartien la producció segons una escrupolosa divisió de funcions.
Aquesta divisió de la producció, no anava acompanyada d'una equitativa divisió del preu de cobrament, i tenim doncs que, el preu del treball de daurat sol ésser més elevat que el de l'obra escultòrica. Per exemple, pel retaule de Sant Pacià, de la catedral de Barcelona, s'han pagat 600 ll. b., a l'escultor Joan Roig i se'n paguen 825 al daurador Joan Moxí.
Finalment, per donar per finalitzada i per acceptada la producció d'un retaule, els resultats es visuren o inspeccionen per experts, quan s'ha acabat el treball escultòric i s'ha assentat. Només si els perits que realitzen aquesta missió li donen el vistiplau, l'escultor cobra l'últim termini de l'obra. Aquests visuradors, segons indica el mateix contracte, han de ser experts. En el cas que trobin qualque fallada o s'hagi omès quelcom indicat en la traça, l'escultor ha d'esmenar-ho o afegir-ho al seu càrrec.

## Joan Roig
Escultor català d'estil barroc, que va néixer a Barcelona entre el 1629/1635 i va morir el 1706. Deixeble de Domènec Rovira va treballar per la Catedral de Barcelona on hi són exposades algunes de les seves obres més importants com el Retaule de Sant Pacià (1688) i el plafó central del Retaule de Sant Pere Nolasc (1688) Va treballar amb Joan Moixí, que era el seu gendre, i també el daurador de les seves obres. En la parroquial de Sitges, també hi ha una de les seves obres, el retaule de la Mare de Déu dels Dolors, on obra també la caixa de l'orgue. Al segon terç del segle xvii va executar la pila baptismal de la Catedral de Girona, i va realitzar el retaule de la Mare de Déu dels Dolors (1699), per a l'església parroquial de Sitges així com la caixa de l'orgue (1695). El 1691 comença una nova etapa amb els mestres argenters. En aquesta etapa, treballa juntament amb el seu fill, on obra en plata, la imatge del Nen Jesús i de la Immaculada, localitzada a l'església Sant Vicenç de Rúpia.

## Retaule de Sant Pacià

### Anàlisi Formal

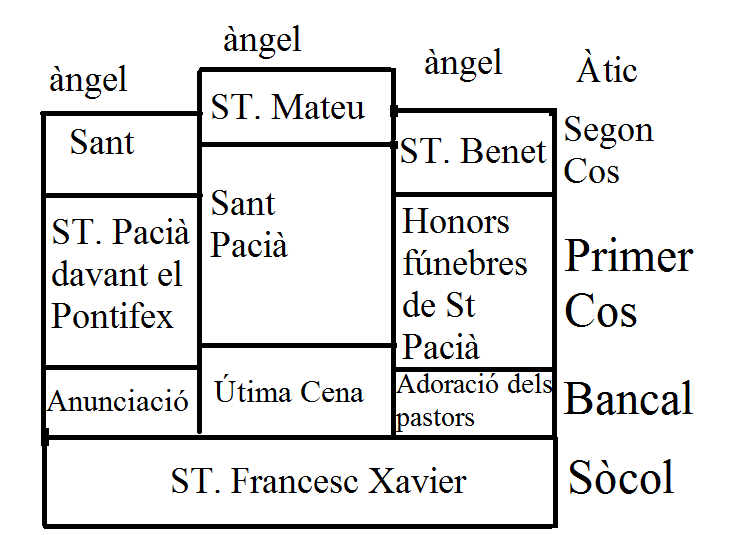
Distribució del retaule de Sant Pacià
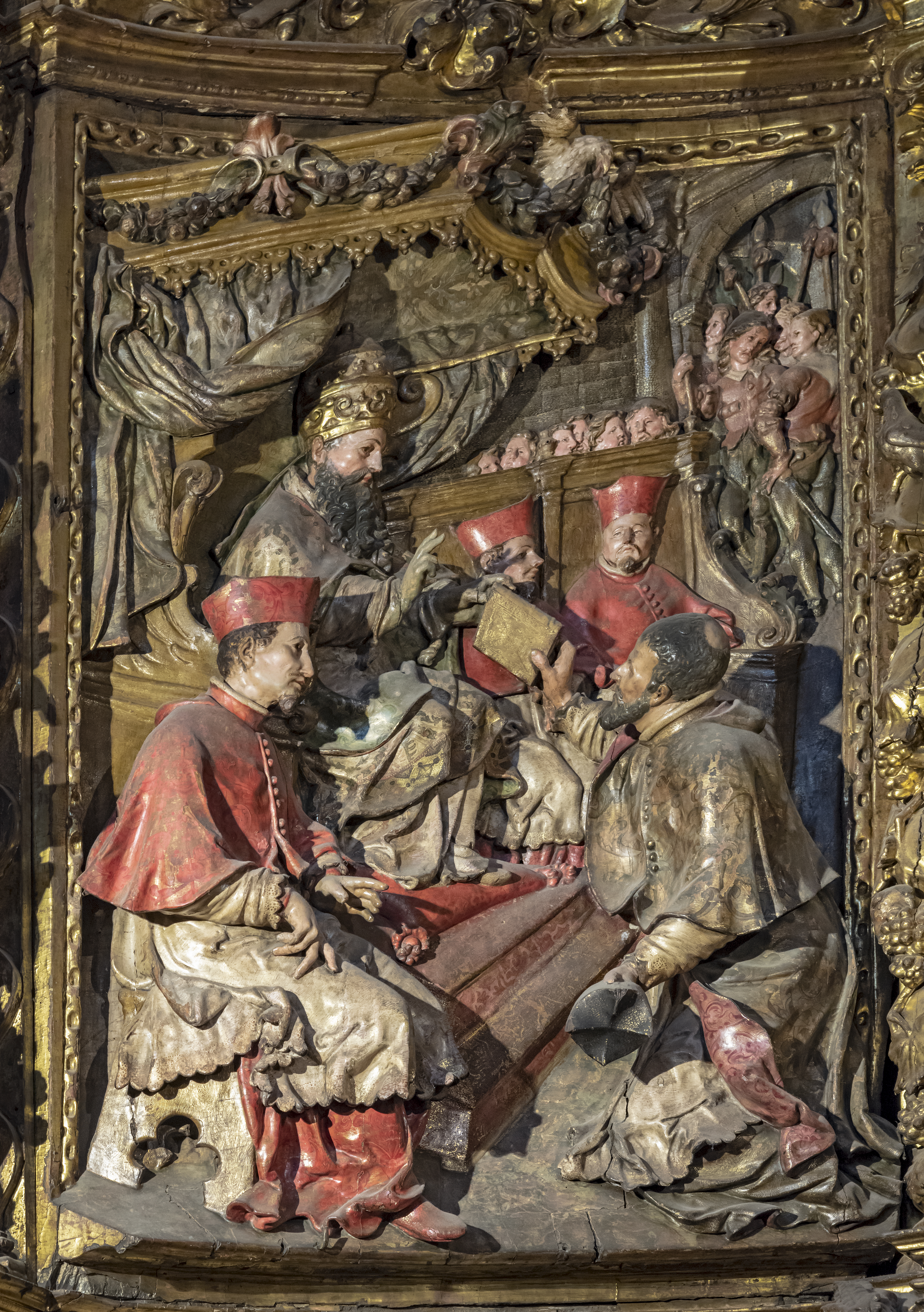
Sant Pacià davant del Papa Pau III
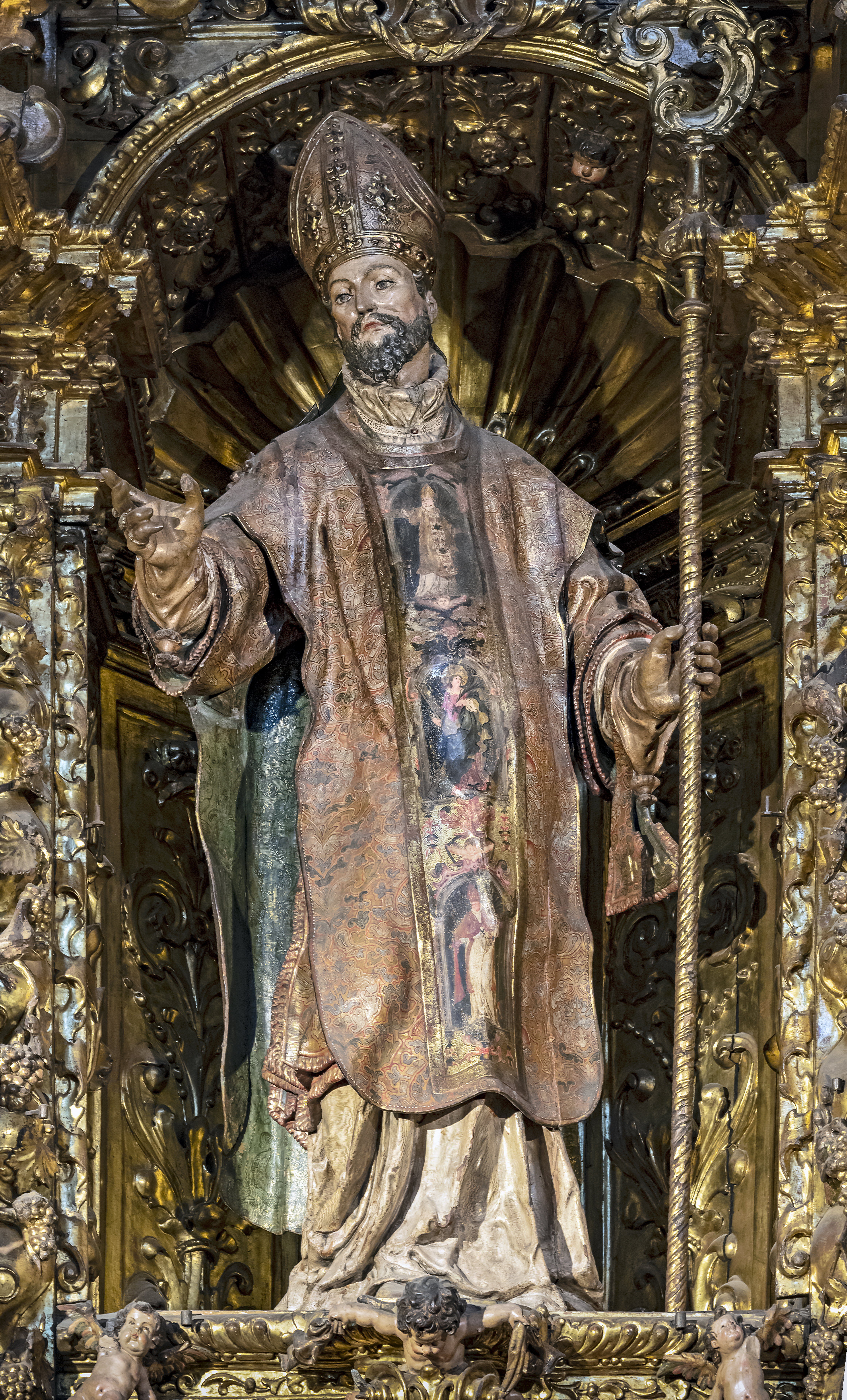
Sant Pacià
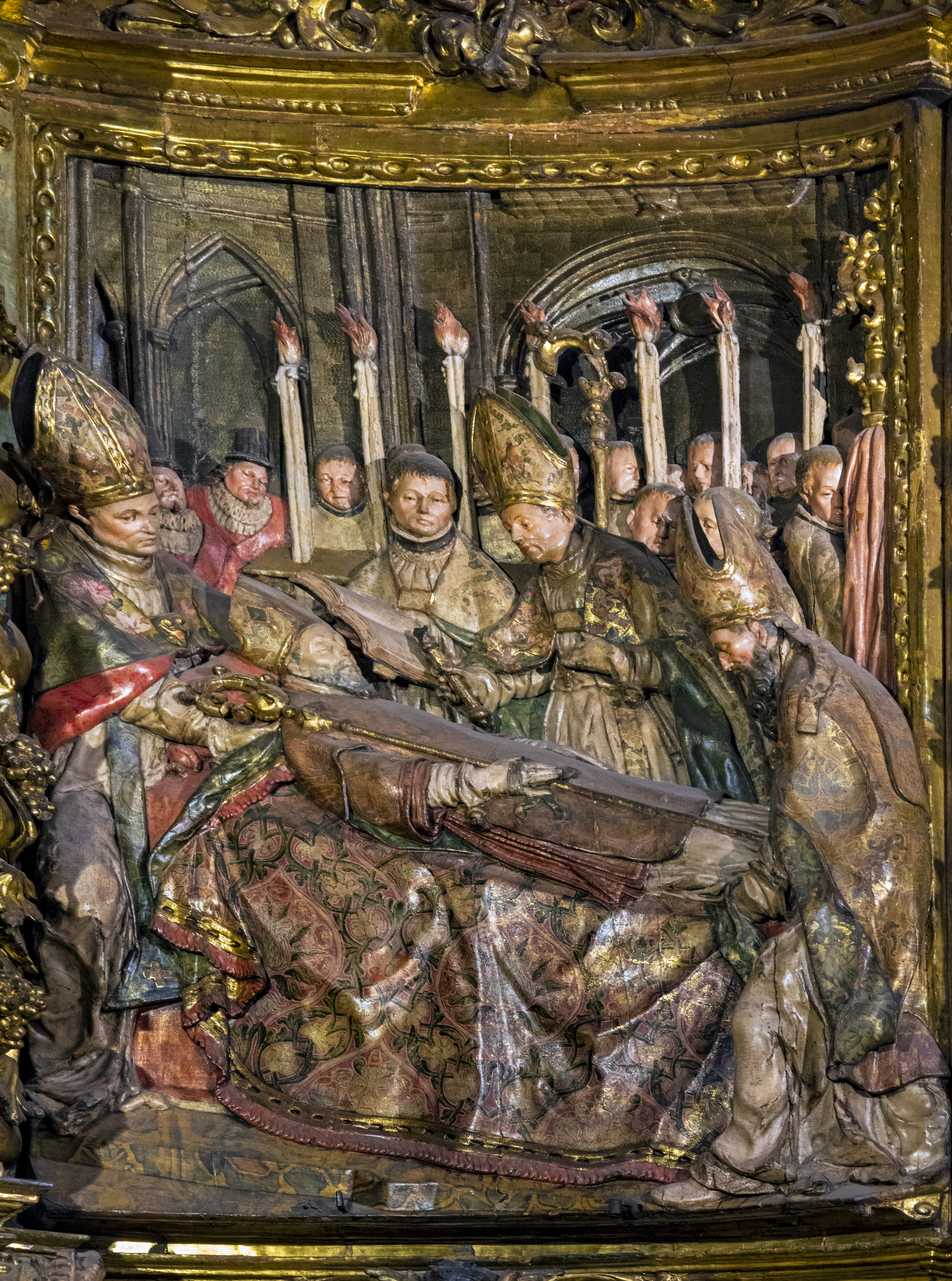
Els honors fúnebres de Sant Pacià

#### Sòcol
El sòcol està format per dos portes, una a cada costat de la mesa de l'altar, i un pedestal on hi està representada la figura del Sant Francesc Xavier jacent. La porta del costat de l'evangeli (a l'esquerra), té la figura d'un màrtir en relleu amb el cap mirant cap a dalt, i ornamentat amb un nimbe daurat. Sosté una palma de màrtir amb la mà esquerra. Porta túnica i un mantell daurat, amb molts plecs i subjecta amb un fermall.
La porta de l'epístola (a la dreta), és també daurada i amb la figura d'una màrtir en relleu, amb la mirada a terra. Igual que l'altre màrtir, porta un nimbe daurat. Damunt de la túnica hi ha un mantell, vermell per dintre i daurat per fora, amb plecs lleugerament durs. Sosté la palma de màrtir a la mà dreta i a l'esquerra un ocell. Ambdues portes tenen la mateixa decoració, unes pilastres, on damunt de l'arc de la porta hi ha pàmpols al centre, i angelets als carcanyols.
En el pedestal, com ja s'ha esmentat anteriorment, hi apareix la figura del Sant Francesc Xavier, on hi apareix jacent.
Damunt de l'altar hi ha dues grades daurades i ornamentades. A la inferior hi apareix un medalló on hi figura la data del contracte del retaule. En la grada superior, és on hi apareix la figura del Sant jacent, i en el cos on es troba es pot llegir "Sala fecit any 1687". El sant, amb el braç esquerra doblegat, a la mà hi porta un crucifix, recolzat al seu pit. Té ulls i boca entreoberts, i una barba força espessa, amb el cap decantat i un cèrcol daurat com a aurèola. Vesteix una túnica amb amplis plecs. Les dos grades tenen una ornamentació vegetal, i en la superior, la figura d'un cap d'àngel.

#### Bancal
En el carrer central hi trobem l'últim sopar. El marc d'aquesta escena és lobulat, ja que dos àngels aguanten una cortina com si es tractés d'una representació teatral. L'escena és la típica escena del últim sopar, la taula ocupa el centre amb unes estovalles blanques. A sobre d'aquesta hi ha una safata amb el xai, plats i un vas. Darrere d'aquesta i al centre hi ha Jesús que té entre els seus braços un Sant Joan. A ambdós costats els apòstols s'asseuen al llarg de la taula. Davant de la taula n'hi ha dos més. Trobem Judes a la dreta apartat dels altres, l'identifiquem per la bossa. Davant a l'esquerre trobem un apòstol servint un vas de vi. Tot el conjunt de personatges està en moviment i donen la sensació de conversació entre ells. En el marc lobulat mencionat hi destaquen els motius florals amb policromia, de tons vermells als verds. Entre l'escena del sopar (la central) i les dues laterals hi trobem els pedestals i les columnes del cos principal. Enfront d'aquestes hi trobem un pelicà matant una serp. La decoració també és amb motius florals.
En el carrer de l'evangeli hi trobem l'escena de l'Anunciació. Maria, òbviament, és la protagonista de l'escena, apareix tombada en sentit de l'anunci vestint una túnica vermella i un mantell blau que fa grans ondulacions al plegar-se. A l'esquerra d'aquesta hi trobem l'Àngel, enmig de núvols i grans ales. Aquesta és una figura amb molt moviment, traçant una diagonal amb el cos i la seva cama dreta. Darrere de Maria hi ha una cortina recollida i, al costat, l'aparició de Déu Pare, que se situa al centre i part alta de la cambra, entre Maria i Gabriel. El Pare, enmig de núvols, és una figura majestuosa amb llarga i arrissada barba. Davant d'ell, i també entre núvols, apareix l'Esperit Sant, que difon els raigs daurats vers Maria. Com ja hem dit hi ha molt moviment a les tres figures, especialment per part del Pare i de l'Àngel. L'escena està dins d'un marc el·líptic que té decoració vegetal. A la part superior i al centre del marc hi ha un cap d'àngel amb les ales de plomes blaves i rosades, flanquejades per volutes.
Pel que fa al carrer de l'epístola, l'escena que hi trobem és L'adoració dels pastors. Al centre de l'escena hi ha el bressol,ovalat i molt gran, amb el Nen. Al seu voltant i fins a les vores del bressol hi ha els raigs daurats. Darrere del nen, es troba sant Josep amb un drap blanc a les mans, amb què sembla disposar-se a embolicar el Nen nu. Al seu costat, Maria, agenollada i pregant, esguarda el seu Fill. La túnica i el mantell de Maria són molt ondulats. A la seva vora, els pastors acaben d'entrar per la porta que està darrere d'ells. El primer, que porta un gos, s'està agenollant, mentre que els altres dos comencen ja a doblegar el genoll. La cistelleta de l'esquerra del bressol deu haver-lo deixat el que està agenollat, perquè els altres sostenen encara els seus presents. Tocant la porta i mur de la cova, a la dreta de l'escena, hi ha una massa de núvols en diagonal amb dos angelets que sostenen un rètol on es llegeix “Gloria in excelsis”. Darrere de la Verge i sant Josep estan els murs, i a l'esquerra la mula i el bou. L'escena està dins un marc el·líptic com el del carrer de l'Evangeli.

#### Primer Cos
En el carrer central, com no podia ser d'altra manera hi ha una fornícula amb la figura de Sant Pacià. El Sant, de cos sencer, dur els atributs de bisbe: mitra i Bàcul pastoral. La seva mà fa gest predicador i porta el vestit pontifical. La fornícula és daurada i apetxinada a la part superior. Separant el carrer central dels laterals, hi ha columnes salomòniques, de sis espires i d'ordre compost. Aquestes estan decorades amb àngels collint raïms, i ocells menjant-ne.
Pel que fa al carrer de l'Evangeli trobem a Sant Pacià davant del Papa, potser Damàs. En aquest cas és el papa qui presideix l'escena, acompanyat de tres cardenals. Agenollat davant d'aquest trobem a Sant Pacià lliurant-li un dels llibres que el sant va escriure contra les heretgies. El papa, porta la tiara, té una barba llarga i arrissada. Aquest agafa el llibre amb la mà esquerra i beneeix amb la dreta. Pel que fa als cardenals porten birreta i museta vermella.
El conjunt de la vestimenta del papa, cardenals i sant Pacià és amplia i hi alternen plecs suaus amb durs. Sant Pacià va vestit com un seglar a la moda del segle xvii, mentre al fons, una multitud espera. A l'extrem del carrer es troba una columna salomònica de sis
espires en la qual alternen àngels i ocells picotejant raïms (ja vista anteriorment)
Finalment, i adossat al mur de la capella, el retaule es decora (de baix a dalt bancal i primer cos): amb un àngel amb raïm, un pelicà que sembla mort,representació de Crist. I decoració vegetal molt abundant amb una espelma.
Continuem pel carrer de L'Epístola. En aquest es representen els honors fúnebres de Sant Pacià. En primer pla, sant Pacià, jacent, damunt
del cadafal. Porta els atributs de bisbe: mitra i bàcul igual que en l'anterior escena. La roba que cobreix el cadafal és adomassada, amb plecs amplis, amb poc fons. Sant Pacià està envoltat per tres bisbes, sacerdots i cavallers. Dos dels bisbes porten el cadàver i l'altre, al mig, llegeix les oracions fúnebres d'un llibre que li sosté el sacerdot que és al seu costat. El bisbe porta a la mà una torxa per poder llegir el llibre mentre els cavallers assistents al funeral porten ciris. Un sacerdot, darrere del bisbe que llegeix, porta un crucifix. Al fons, veiem la volta de creueria de la catedral, on s'oficia la cerimònia. L'escena és rica en policromia, i hi destaquen els vermells i daurats.
A l'extrem hi ha una columna salomònica com la corresponent del costat de l'Evangeli, Adossats als mur de la capella, també trobem els
mateixos elements que al carrer de l'Evangeli.

#### Segon cos
Al carrer central hi ha una Fornícula amb Sant Mateu Evangelista. La figura del sant és damunt una peanya. De cos sencer, amb barba i mantell molt plegat, sosté l'Evangeli amb la mà esquerra. Al seu costat hi ha un nen que sembla donar-li quelcom. Un frontó que s'inicia a la part superior de la fornícula de sant Pacià, es trenca per donar lloc a aquesta fornícula del segon cos, Asseguts damunt del frontó trencat, hi ha àngels trompeters. El braç que els queda lliure el dirigeixen vers la figura de sant Mateu i l'assenyalen amb l'índex. Ambdós àngels porten túniques curtes i llurs ales, amb plomatge de diversos colors, es despleguen àmpliament. La fornícula és totalment daurada i apetxinada. A cada costat de la fornícula hi ha pilastres i als carcanyols, àngels. A un i altre costat de la fornícula hi ha columna i dos quarts de columna, salomòniques, de sis espires i d'ordre compost.
Carrer de l'Evangeli. A partir de les columnes salomòniques que flanquegen la fornícula de sant Pacià, s'inicia un entaulament còncau que separa els dos cossos o pisos. Té un fris amb decoració vegetal amb grans ondulacions. A la part central, el fris té un pelicà, que posa el cap a la base de la fornícula del sant del segon cos. Damunt del fris, sobresurt una cornisa, amb permòdols. De la cornisa sobresurt la base de la fornícula, convexa, on es torba el sant. L'entaulament es trenca i avança cap a l'extrem, damunt la
columna salomònica del primer cos. La fornícula, poc fonda, té un sant. El seu nimbe frega amb l'arc exterior de la fornícula i el sant, que porta túnica i sobrepellís, es troba pràcticament a fora. Immediatament després de la fornícula, hi ha unes volutes amb caps d'àngels. Finalment, ja a l'extrem del retaule, el mur es trenca i avança. Aquí, en primer pla, hi ha tiges carnoses i ondulades, volutes i un angelet.
Al carrer de l'Epístola, l'entaulament còncau, que separa el primer del segon cos, és com el del carrer de l'Evangeli, amb l'excepció de la posició del pelicà, que aquí sembla posar el cap sota l'ala. Hi ha el mateix tipus de fornícula que al carrer de l'Evangeli. El sant, que també surt de la fornícula, porta hàbit negre. Podria tractar-se de Benet d'Aniana, ja que l'hàbit és el benedictí i sosté el llibre de la Regla, atribut del fundador. El seu cos s'arqueja en sentit oposat al del costat de l'Evangeli. La resta del carrer,
però, és com la de l'Evangeli.

#### Àtic
Damunt del frontó trencat i mixtilini del carrer central del segon hi ha:
- Al centre, un cos voluminós, amb volutes als costats, com a nanses, o tan sols decoratives. Damunt, un àngel grassonet, quasi nu i amb grans ales, alça el braç esquerre.
- A un i altre costat i damunt de l'inici del frontó, apareixen uns grans pelicans i darrere d'aquests, motius decoratius que tenen gairebé l'alçada de l'àngel que és al centre.
- Damunt de la fornícula del carrer de l'Evangeli hi ha una elevada peana de dos cossos corbs i a sobre una figura que sosté una columna salomònica en diagonal.
- Damunt de l'extrem del carrer de l'Evangeli i sobre una petita peana, un àngel de grans ales, que queda per sota de la figura.
- Damunt de la fornícula del carrer de l'Epístola, hi ha una gran elevada peana com la del carrer de l'Evangeli, i a sobre una figura femenina.
- A l'extrem del carrer també hi ha un àngel com el corresponent del carrer de l'Evangeli.

### Tipologia
Retaule de dos cossos de tres carrers, essent més ample el central. A més, la fornícula del primer cos del carrer central s'endinsa en el
segon cos, amb la qual cosa desapareix l'horitzontalitat. Una variant d'aquest grup, la trobem quan el cos principal és el més important, com el retaule analitzat.

### Elements[37]

#### Suports
- Cartel·les : L'habitual és que siguin pedestals de columnes.
- Bancal: és un element habitual del retaule català. Pot tenir escenes de: Sant Marc, Sant Pacià i Sant Anton, de la Catedral de Barcelona.

#### Iconografia[38]
Predominen els temes hagiogràfics i marians, que es troben equilibrats i, ja a molts distància d'aquests dos, es troben els dedicats a Crist. Tanmateix, escenes de la vida de Crist, especialment de la Passió, les trobarem en els retaules dedicats a la Verge i, excepcionalment, en algun dedicat a un sant (exemple: retaule de Sant Pacià)

#### Hagiografia
L'àmplia difusió del culte als sants està relacionada amb la Contrareforma, però també hi ha altres raons.
Haurem de distingir entre: 
- Els sants titulars dels retaules.
- Els sants que, amb freqüència, trobem a retaules dedicats a un altre sant o a la Verge.

Pel que fa als del primer grup són sants locals; Sant Sever, sant Pacià, bisbes de Barcelona. Pel que fa a la representació de verges Pérez Santamaria afirma:
| « | A les representacions escultòriques del tema, també el món sobrenatural envaeix la cambra de Maria. En alguns casos es manté un equilibri entre el món real – mur, sòl, objectes de la cambra – i el món sobrenatural. Exemples: Anunciacions dels retaules de sant Pacià de la Catedral de Barcelona. Els Naixements dels nostres retaules barrocs integren Naixement i Adoració dels pastors en una única escena. A tots hi ha núvols i àngels. A tots, tanmateix, hi romanen els animals. Al retaule de sant Pacià, de la Catedral de Barcelona, els animals ocupen, a més, un lloc destacat i estan al costat del Nen i davant dels pastors. Núvols i àngels ocupen encara un lloc molt discret. Si establim la relació figures/espai guanya aquest últim. | » |